# Heinrich Schenker
Heinrich Schenker (19 de junio de 1868 - 13 de enero de 1935) fue un teórico de la música, más conocido por su aproximación al análisis musical, ahora llamado análisis schenkeriano.
Schenker nació en Wisniowczyki, en Galitzia, Polonia. Se trasladó a Viena, donde estudió con Anton Bruckner y se dio a conocer como pianista, acompañando a cantantes de lieder y tocando música de cámara. Impartió clases particulares de piano y teoría de la música, estando Wilhelm Furtwängler, Anthony van Hoboken y Felix Salzer entre sus alumnos.
Las ideas de Schenker sobre el análisis fueron exploradas primero en su Tratado de armonía (Harmonielehre, 1906) y Contrapunto (Kontrapunkt, 2 vols., 1910 y 1922), y fueron desarrolladas en los dos periódicos que publicó, Der Tonwille (1921-24) y Das Meisterwerk in der Musik (1925-30), incluyendo ambos contenidos exclusivos de Schenker. Su deseo de que sus análisis fueran herramientas usadas por los intérpretes para un conocimiento más profundo de las obras que estuvieran interpretando se muestra en el hecho de que su edición de las últimas sonatas para piano de Ludwig van Beethoven incluyeran también análisis de las obras.
En 1932, Schenker publicó Cinco Análisis Musicales Gráficos (Fünf Urlinie-Tafeln), análisis de cinco obras utilizando la técnica analítica de mostrar capas de mayor y menor detalle musical, que ahora lleva su nombre. Tras la muerte de Schenker, se publicó su obra teórica incompleta Composición libre (Der freie Satz, 1935) (primero traducida al inglés por T. H. Kreuger en 1960 como una disertación en la Universidad de Iowa; una segunda y mejor traducción, por Ernst Oster, se publicó en 1979). Algunas traducciones al inglés de esta obra eliminaron pasajes considerados políticamente incorrectos e irrelevantes con el tema tratado. Por ejemplo, en el prefacio de Contrapunto, Schenker escribe que «el hombre es superior a la mujer, el productor es superior al comerciante o al peón, la cabeza prevalece sobre los pies», etc.
Otros teóricos musicales, por ejemplo, Felix Salzer y Carl Schachter, añadieron y expandieron las ideas de Schenker: en la década de 1960, el análisis schenkeriano había comenzado a atraer un renovado interés, y en la década de 1980 llegó a ser uno de los métodos analíticos principales usados por ciertos teóricos de América del Norte. Mientras sus teorías han sido criticadas desde mitad de siglo por su rigidez y su ideología organicista, la amplia tradición analítica que forjaron ha permanecido como una de las principales en el estudio y análisis de la música tonal.